# Абиссинский рогатый ворон
Абиссинский рогатый ворон (лат. Bucorvus abyssinicus) — вид птиц из рода рогатых воронов, входящего в монотипическое семейство Bucorvidae. Обитает чуть севернее экватора на территории Африки.

## Классификация
Абиссинсский рогатый ворон был описан Жоржем-Луи Леклерком, графом де Бюффоном в 1780 году в его «Histoire Naturelle des Oiseaux». Птица также была изображена на раскрашенной вручную пластине, выгравированной Франсуа-Николя Мартине в «Planches Enluminées D’Histoire Naturelle», которая была изготовлена под руководством Эдме-Луи Добантона для сопровождения текста Бюффона. Ни в подписи к табличке, ни в описании Бюффона не было научного названия, однако в 1783 году голландский естествоиспытатель Питер Боддерт ввёл биномиальное название Buceros abyssinicus в своём каталоге «Planches Enluminées». Теперь абиссинский рогатый ворон отнесён к роду Bucorvus, который был первоначально введён как подрод французским натуралистом Рене Лессоном в 1830 году. Вид монотипный.

## Распространение и среда обитания
Обитают в Африке к северу от экватора. Ареал вида простирается от южной части Мавритании, Сенегала и Гвинеи на восток до Эритреи и Эфиопии, северо-западной части Сомали, северо-западной Кении и Уганды.
Имеется популяция во Флориде, США, состоящая из сбежавших или выпущенных на свободу птиц. При этом об их размножении там нет информации.
Абиссинский рогатый ворон встречается в открытых местах обитания, таких как саванна, полупустынный кустарник и скалистые районы, предпочитая низкорослую растительность.

## Описание
Крупные наземные птицы. Тело покрыто чёрными перьями. Белые маховые перья заметны в полёте. Также имеет чёрный «рог». Общая длина 90-110 см. У абиссинского рогатого ворона длинные перья, похожие на ресницы, которые окружают его глаза и защищают их от травм. Абиссинский рогатый ворон весит примерно 4 кг.

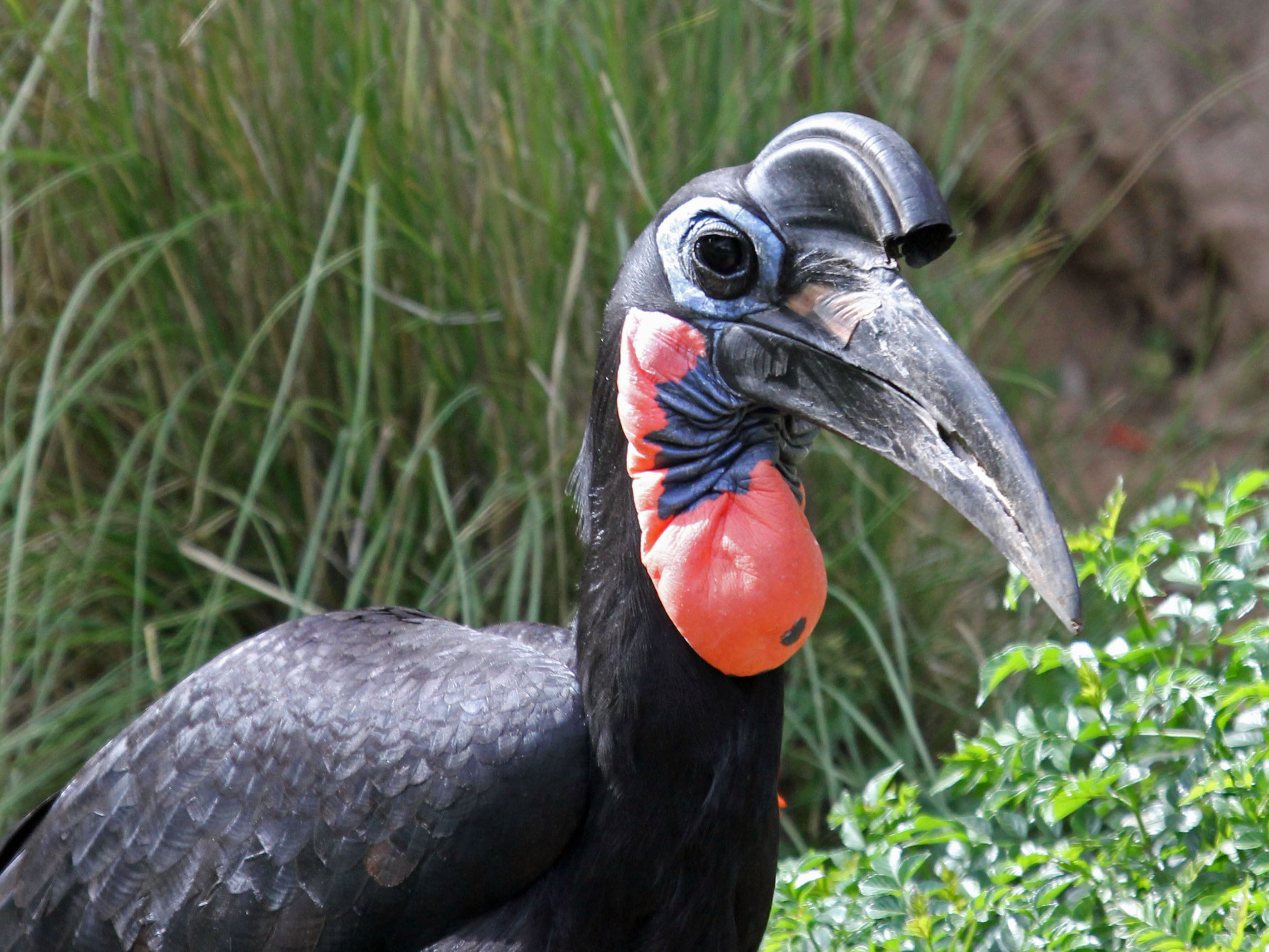
Голова самца

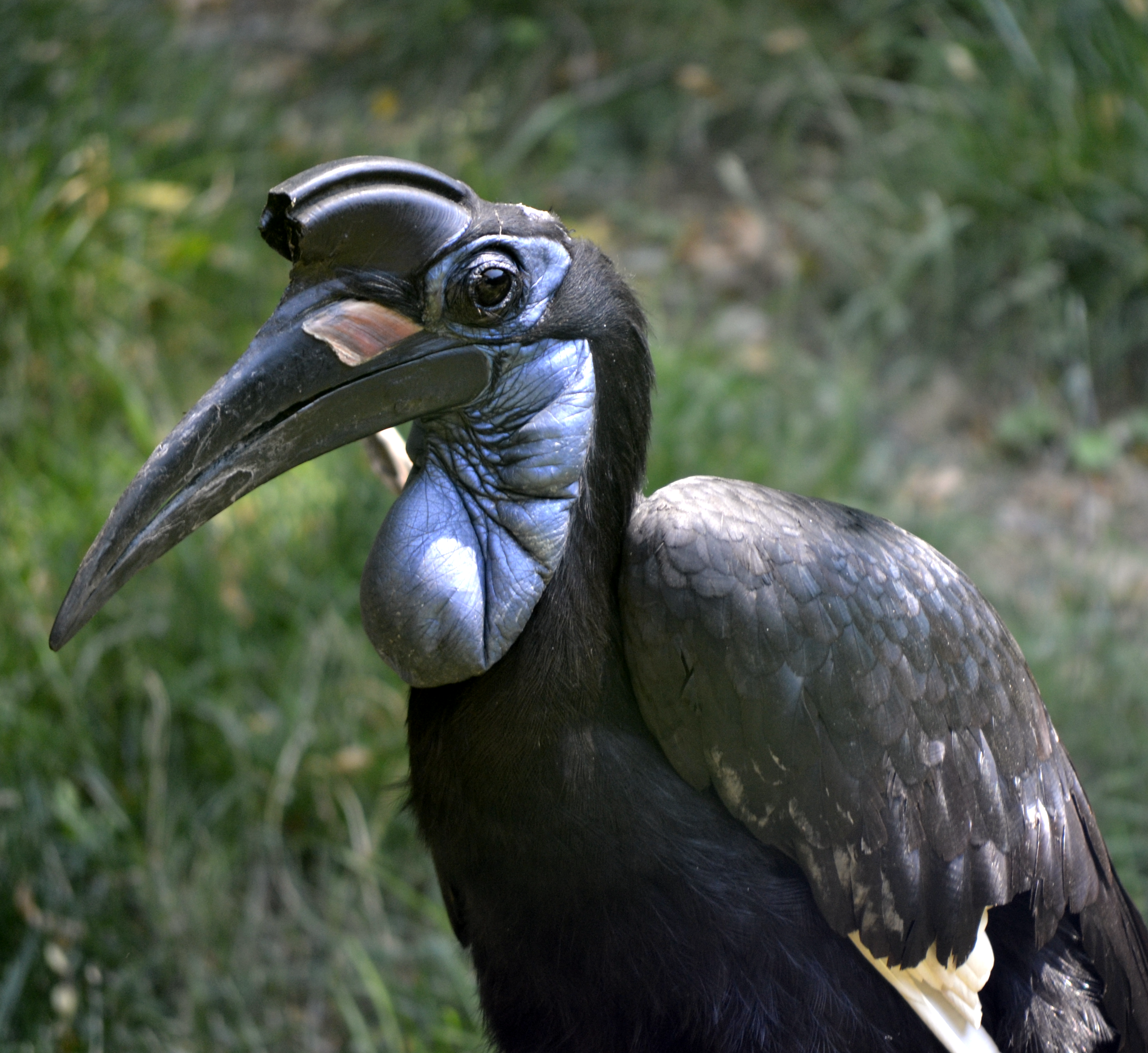
Голова самки

У взрослого самца есть участок голой синей кожи вокруг глаза и участок голой кожи красного цвета на шее и горле, за исключением синей верхней части горла. Клюв длинный и чёрный, за исключением красноватого пятна у основания нижней челюсти. В период размножения, раздувая горловой мешок и издавая с его помощью звуки, напоминающие рычание льва, самец привлекает внимание самок.
Самка похожа, но меньше, вся голая кожа полностью тёмно-синяя.
Молодые птицы тёмно-бурые, с более мелким клювом. По мере того, как они взрослеет, что обычно занимает три года, у них постепенно появляется оперение, цвет голой кожи как у взрослых особей.

## Размножение
Сезон размножения абиссинского рогатого ворона варьируется в зависимости от ареала: западноафриканские популяции размножаются с июня по август, нигерийские и угандийские популяции — в январе, а кенийские птицы — уже в ноябре. Они обычно гнездятся на больших деревьях, предпочитая баобабы и пни пальм; гнездо строится в полости. Также было зарегистрировано, что они могут гнездиться в других местах, например, в отверстиях в скалах и в искусственных полостях. Самец готовит гнездо, выстилая полость сухими листьями. Самка начинает насиживать, как только откладывается первое яйцо, поэтому птенец, вылупившийся первым, имеет преимущество в развитии по сравнению с птенцами, вылупившимися позже. Инкубация каждого яйца занимает от 37 до 41 дня, в течение которых не предпринимается усилий по поддержанию чистоты полости, а самец несёт ответственность за обеспечение пищей инкубирующей самки. Вес только что вылупившегося птенца составляет около 70 г.

## Вокализация
На рассвете издают звуки uh-uh, uh-uh-uh. Самцы и самки поют дуэтом (что даже нашло отражение в человеческой песенной культуре: в местах обитания этих птиц бытуют песни, имитирующие их дуэты).

## Рацион
Основной компонент рациона — небольшие позвоночные и беспозвоночные. Также едят падаль, некоторое количество фруктов, семян и земляных орехов.

## Продолжительность жизни
В неволе могут прожить 35—40 лет.